# Amarillo de quinoleína

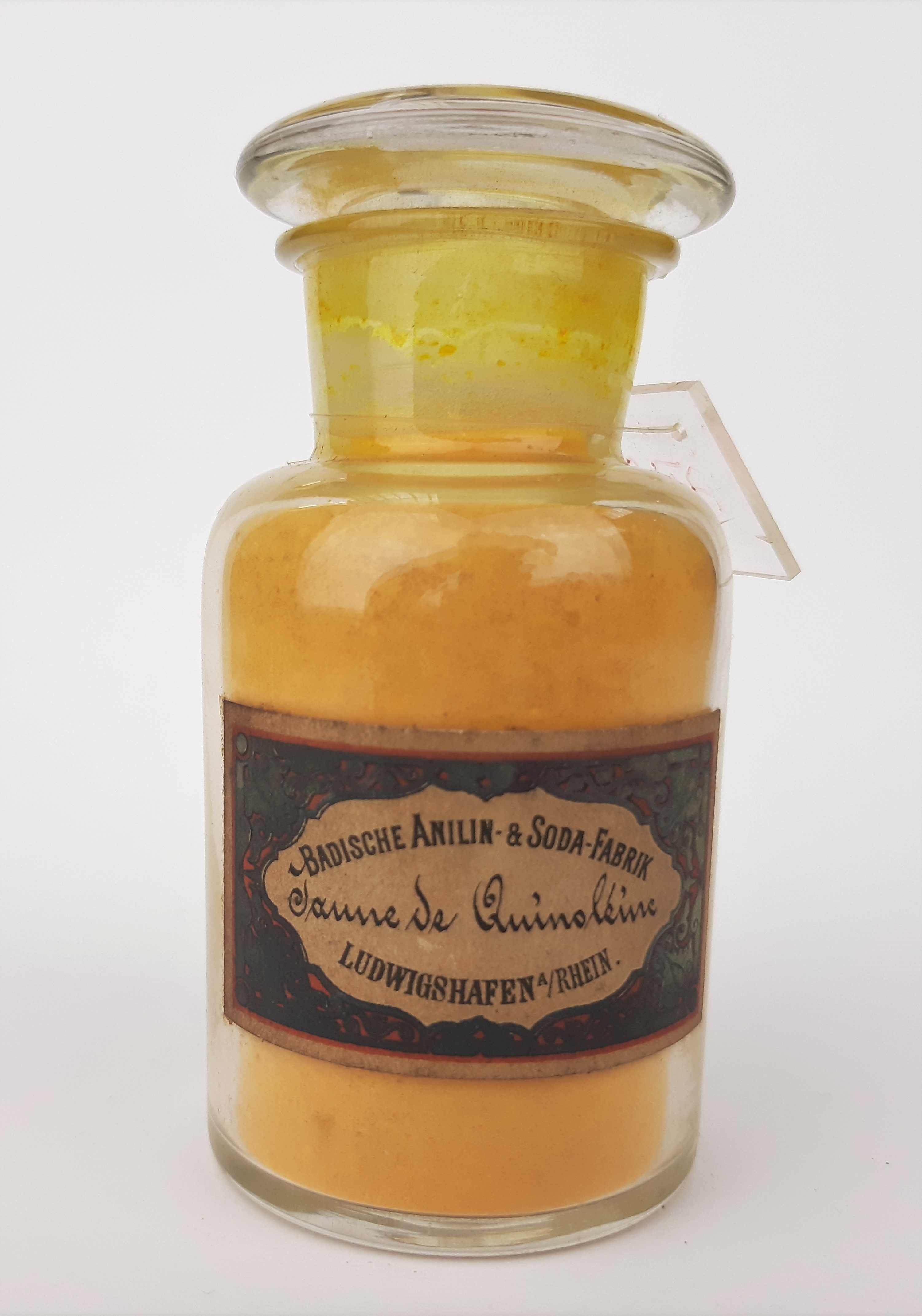

El amarillo de quinoleína o también denominado según los códigos alimentarios de la Unión Europea como E-104 es un colorante sintético no azoico de color amarillo intenso y muy soluble en agua. Suele emplearse como colorante de algunos medicamentos.

## Salud
Hay estudios que indican que incrementa la hiperactividad en los niños y en caso de ingestas excesivas, puede ocasionar reacciones alérgicas (dermatitis). Sin embargo, en 2009, la EFSA revaluó los datos disponibles y determinó que "la evidencia científica disponible no corrobora un vínculo entre los aditivos colorantes y los efectos en el comportamiento".

## Datos técnicos
- Cód.CEE: E104
- C.I.n.º 47005
- C.I.Nombre: Food Yellow 013
- C.I.Food: Food Yellow 013